# Teilnehmende Beobachtung
Teilnehmende Beobachtung bezeichnet eine Methode der Feldforschung in den Sozialwissenschaften. Sie strebt an, durch besondere Nähe zum Objekt Erkenntnisse über das Handeln, das Verhalten oder die Auswirkungen des Verhaltens von einzelnen Personen oder einer Gruppe von Personen zu gewinnen.
Das Kennzeichnende dieser Methode ist die persönliche Teilnahme des Forschers an den Interaktionen der Personen, die das Forschungsobjekt sind. Dabei ist die Annahme leitend, dass durch die Teilnahme beziehungsweise die unmittelbare Erfahrung der Situation Aspekte des Handelns und Denkens beobachtbar werden, die vergleichsweise in Gesprächen und Dokumenten über diese Interaktionen bzw. Situationen nicht zugänglich wären.
Die „Teilnahme“ kann dabei je nach dem Verständnis der Methode beziehungsweise dem gepflegten Vorgehen von bloßer physischer Präsenz bis zur vollständigen Interaktion mit eigener Rolle in der Gruppe reichen. Für den Wissenschaftler bedeutet teilnehmende Beobachtung ein ständiges Lavieren zwischen Nähe (Teilnahme) und Distanz (Beobachtung). Die Distanz ist nötig, um die Erfahrungen wissenschaftlich zu reflektieren, und soll vor dem „going native“ (Vertrautheit und Identifizierung mit dem beobachteten Geschehen) beziehungsweise der schleichenden Übernahme des Selbstverständnisses der Gruppe bewahren.

## Entwicklung der Methode
Einer der Mitbegründer der angelsächsischen Sozialanthropologie, Bronislaw Malinowski, entwickelte diese Methode bei seinen langjährigen Forschungsaufenthalten. Malinowskis stationärer Feldaufenthalt auf Omarakana (Trobriand-Inseln) von 1915 bis 1918 begründete den Mythos der Feldforschung in der Ethnologie, aber dreißig Jahre früher lebte bereits Frank Hamilton Cushing einige Jahre bei den Zuñi, Pueblo-Indianern in Neu-Mexiko. Er wurde vom Zuñi-Herrscher adoptiert und in die kriegerische Bogenbruderschaft initiiert, er ließ sich auch in Technologien der Zuñi einweisen. Cushing lebte in den 1880er Jahren im Auftrag des Washingtoner Smithsonian Institutes im Südwesten der USA. W. H. Rivers und Haddon forderten 1913 nach ihren Erfahrungen mit der Cambridge-Expedition die „intensive studies“. Als Begriff ging die „teilnehmende Beobachtung“ in den 1940er Jahren u. a. durch Florence Kluckhohn in die Ethnologie ein.

## Offene und verdeckte Beobachtung
Unabhängig davon, ob eine Beobachtung teilnehmend oder nicht teilnehmend ist, unterscheidet man bei soziologischen Beobachtungen, was mitunter viel entscheidender für das Ergebnis ist, zwischen offenen und verdeckten Beobachtungen.
Beobachtungen werden weiterhin in Bezug auf die Dimensionen künstlich – natürlich, eigen – fremd, systematisch – unsystematisch unterschieden.
Bei der offenen Beobachtung ist den Versuchspersonen die Anwesenheit von Forschern bekannt, bei der verdeckten Untersuchung sollen die Versuchspersonen nicht von der Teilnahme der Beobachter erfahren. Der Verhaltenskodex von Sozialforschern schreibt implizit vor, nach Möglichkeit offene Beobachtungen vorzuziehen, da es verständlicherweise unfair ist, an jemandem eine Untersuchung ohne dessen Kenntnis durchzuführen.
Dennoch ist manchmal eine verdeckte Beobachtung unabdingbar, denn es ist nachgewiesen, dass Versuchspersonen sich anders verhalten, wenn sie wissen, dass sie beobachtet werden. Dieser Effekt, der zu schweren Messfehlern führen kann, wird als Hawthorneeffekt, als Versuchsleiter-Effekt, oder (nach dem Soziologen, der ihn erstmals ausführlich beschrieben hat) auch als Rosenthal-Effekt bezeichnet.
Umgekehrt entsteht auch durch das persönliche Involviertsein des Untersuchungsleiters in das untersuchte Szenario die Gefahr, dass die angestrebten, möglichst objektiven Erkenntnisse durch subjektive Erfahrungen überlagert oder verfälscht werden.
Grundsätzlich gilt als Kernsatz für alle Formen teilnehmender Beobachtung als Methode der empirischen Sozialforschung: „So offen wie möglich – so verdeckt wie nötig.“

## Die Marienthal-Untersuchung
Als im deutschsprachigen Raum grundlegend gilt die Studie von Marie Jahoda und Hans Zeisel über Die Arbeitslosen von Marienthal, deren erste Buchpublikation Anfang 1933 von Paul Lazarsfeld bevorwortet wurde. Die Autoren der von Karin Brandauer eindrucksvoll unter dem Titel Einstweilen wird es Mittag 1998 verfilmten Feldstudie untersuchten die Folgen massiver Arbeitslosigkeit in einem kleinen Dorf in Österreich, das von der Schließung einer Textilfabrik existenziell betroffen war.
Durch Kombination von qualitativen und quantitativen Methoden der Sozialforschung (Beobachtung, Strukturierte Beobachtungsprotokolle, Haushaltserhebungen, Fragebögen, Zeitverwendungsbögen, Interviews, Gespräche und gleichzeitige Hilfestellungen) ist diese 1933 erstveröffentlichte Arbeit methodisch richtungsweisend – auch wenn ihre Rezeption im deutschsprachigen Raum erst Jahr(zehnt)e später erfolgte. Die Gruppe österreichischer Forschungssoziologen am Beispiel der von der niedergegangenen Textilindustrie geprägten Kleinstadt Marienthal wies in ihrer Feldforschungsuntersuchung erstmals in dieser Form, Präzision und Tiefe sozio-psychologische Wirkungen von Arbeitslosigkeit nach und zeigte im Hauptergebnis, dass Arbeitslosigkeit nicht (wie bis dahin meist erwartet) zur aktiven Revolution, sondern vielmehr zur passiven Resignation führt.
Die Arbeitslosen von Marienthal ist aber nicht nur eine mit vielen Beispielen illustrierte dichte empirische Beschreibung, sondern auch eine sozialtheoretisch anregende Arbeit mit Blick auf die vier Haltungstypen der auch innerlich Ungebrochenen, der Resignierten, der Verzweifelten und der verwahrlost Apathischen – wobei lediglich der erste Typus noch „Pläne und Hoffnungen für die Zukunft“ kannte, während die Resignation, Verzweiflung und Apathie der drei anderen Typen „zum Verzicht auf eine Zukunft führte, die nicht einmal mehr in der Phantasie als Plan eine Rolle spielt“.
Teilnehmende Beobachtung wird als Forschungsmethoden meist in der explorativen Phase der Feldforschung eingesetzt, da sie sehr zeitaufwändig ist. Zu Beginn der sozialwissenschaftlichen Forschung fand sie zumeist an einem Ort statt.

## Diskussionen

### Ethnozentrismus
Die teilnehmende Beobachtung stellte einen methodischen Fortschritt zur komparativen Methode der Evolutionisten wie Edward Tylor, Lewis Henry Morgan oder James George Frazer dar. Diese werteten als „Lehnstuhl-Ethnologen“ Berichte von Handelsreisenden aus. Sie isolierten einzelne soziokulturelle Phänomene aus ihrem Kontext, klassifizierten und verglichen sie. So stellten sie evolutionäre Reihungen auf wie beispielsweise die „Entwicklung“ von Jäger/Sammler-Kulturen über Bauern-Gesellschaften zu Industriegesellschaften. Jedoch waren diese Reihungen ethnozentristisch, das heißt, die westliche Kultur wurde als Maßstab genommen, an dem die anderen Kulturen gemessen wurden.
Diesem Ethnozentrismus stellte Franz Boas, Begründer der amerikanischen „cultural anthropology“, den Kulturrelativismus entgegen. Bronislaw Malinowski forderte in den Argonauten des West-Pazifiks eine holistische Perspektive auf „die Kultur“, was seiner funktionalistischen theoretischen Grundhaltung entsprang. Für ihn hingen die einzelnen soziokulturellen Phänomene zusammen. Beispielsweise wird der Aufbau eines Dorfes durch die Sozialstruktur bestimmt, die ihrerseits wieder durch die Kosmologie legitimiert wird.

### Natives’ Point of View
Malinowski wollte den „natives’ point of view“, das heißt die Sichtweise der indigenen Bevölkerung auf ihre Kultur erfassen. Hierzu unterteilte er die Kultur in Skelett, Fleisch und Blut sowie Geist. Das Skelett entspricht der Sozialstruktur, die er mit der statistischen Methode anhand konkreter Zeugnisse erfassen wollte. Fleisch und Blut entspricht den alltäglichen Handlungen der Menschen, die die Ethnologin beziehungsweise der Ethnologe mit Hilfe des Feldtagebuchs dokumentiert. Der Geist entspricht den Vorstellungen, dem kulturellen Wissen, Einstellungen und Glauben, die Malinowski über charakteristische Erzählungen erfassen wollte.
Die Forschung in dieser traditionellen Phase der Ethnologie (1900–1940) fußte auf der Annahme, dass die Kultur mit einem Ort gleichzusetzen sei. Weiterhin nahm man an, dass Menschen Kulturträger sind. Ein Konzept, das von Émile Durkheim, aber auch Margaret Mead und Ruth Benedict, zwei Vertreterinnen der amerikanischen Kultur- und Persönlichkeitsschule, angenommen wurde. Es galt zudem, dass Kultur während der Kindheit und Jugend erlernt wird.
Im Laufe der Zeit gab es einige methodische Diskussionen in der Ethnologie. Clifford Geertz verschob jedoch mit seinem semiotischen Verständnis von Kultur, der dichten Beschreibung und seiner hermeneutischen Vorgehensweise das Gewicht zugunsten der qualitativen Forschung, zu der die teilnehmende Beobachtung gehört. Er sah Kultur als ein Netz von Bedeutungen an, das die Akteure weben. Dieses Netz beziehungsweise diesen Text liest der Forscher beziehungsweise die Forscherin über die Schultern ihrer Informanten und legt dadurch Bedeutungsstrukturen offen, die den Akteuren zum Teil verborgen bleiben.

### Postmoderne Ansätze
Clifford Geertz ist der Wegbereiter für die Postmoderne, die ein Sammelbecken verschiedener Strömungen und durch ihren geschichtlichen Hintergrund verständlich ist. Gemeinsam war den Ansätzen, dass sie die theoretischen und methodischen Grundlagen erschütterten. Durch die (dritte) Welle der Globalisierung und dank verbesserter Transport- und Kommunikationsmittel überqueren vermehrt Menschen, Bedeutungen, Objekte und Kapital die nationalen Grenzen und geographischen Räume. Dies führt jedoch keineswegs zu einer Homogenisierung der Welt. Vielmehr müssen Prozesse der Glokalisierung untersucht werden. Allerdings erschüttert die Globalisierung die alte Gleichsetzung von Kultur und Ort, die neu durchdacht wurde. Der Ethnologe George Marcus forderte, dass die Ethnologie ihren mobilen und multipel situierten Akteuren und Forschungsgegenständen folgen müsse. Diese „multi-sited ethnography“ beruhe auf verschiedenen Strategien, die nach Marcus a) den Menschen folgt, b) den Objekten, c) den Metaphern, d) den Lebensgeschichten, e) dem Plot und f) dem Konflikt.
Die Gleichung von Raum und Kultur aufzulösen ermöglicht es, kulturelle Differenzen an einem Ort zu untersuchen, kulturelle Hybride und „Cultural Brokers“. Den Raum, beziehungsweise den Ort, versteht Margaret Rodman nicht mehr als Setting, an dem sich Kultur abspielt. Zudem lehnt sie es ab, kulturelle Begriffe an Orten zu verankern. So wurde lange Zeit Indien mit dem Konzept der Hierarchie gleichgesetzt. Sie fordert stattdessen den Raum als eigenständigen Forschungspunkt zu verstehen, da er sozial konstruiert und polysemisch ist. Diese Vorgehensweise bezeichnet sie als „Multi-Lokalität“. Weiterhin löst sich durch die Globalisierung das Vorurteil auf, dass teilnehmende Beobachtung an exotischen, weit entfernten Orten durchgeführt werden muss. So untersuchte Joanne Passaro in New York Obdachlose in der U-Bahn. Zudem gilt Kultur nicht mehr als stabil und sesshaft.
Durch die Globalisierung und die post-koloniale Debatte wurde deutlich, dass es keine homogene, autoritäre Sichtweise der Kultur gibt. Die Aufgabe ist es nun, den Diskurs im Feld und die Vielstimmigkeit des Feldes einzufangen. Dies gelingt durch eine dialogische Ethnologie.
Die Vertreter der „writing culture debate“ wollten den Erkenntnisgegenstand der Kultur durch eine meta-ethnologische Analyse der ethnologischen Texte ersetzen. Sie stellten fest, dass Autoren der traditionellen Phase einen rhetorischen Stil nutzen, der als ethnographischer Realismus zu bezeichnen ist. Der Ethnologe als allwissender Erzähler verschwindet im Text. Diese persönlichen Eigenschaften des Ethnologen beziehungsweise der Ethnologen sollen jedoch reflektiert werden, da Geschlecht, Alter oder andere Charakteristika den Zugang zum Feld bestimmen.
Trotz dieser Kritik an der Methode der teilnehmenden Beobachtung bleibt sie weiterhin ein wichtiges Instrument, da durch sie die Sichtweise der Menschen auf ihr Leben verstanden werden kann. Dadurch kann die Ethnologie zum emanzipatorischen Projekt der Kulturkritik und des Kulturvergleichs beitragen, in dem Unterschiede und Gemeinsamkeiten herausgearbeitet werden.

### Künstlerische Therapien
Im Kontext der Künstlerischen Therapien wird die Teilnehmende Beobachtung im Sinne einer künstlerisch-therapeutischen Haltung, als Art der Beziehungsgestaltung zwischen Therapeut und Klient sowie als Instrument zur Dokumentation, Reflexion und als Forschungsmethodik diskutiert. Sie bilde in der Praxis einen wesentlichen Zugang durch die Art, wie in den künstlerischen Therapien die therapeutische Beziehung über die besonderen Materialnutzung, etwa der musikalischen Improvisation in der Musiktherapie oder der Bewegung in der Tanztherapie, genutzt werde. Auf der Forschungsebene kommen konkrete Methoden der Teilnehmenden Beobachtung zum Zuge.